# مارگاریتا تامارگو سانچز
مارگاریتا تامارگو سانچز (به انگلیسی: Margarita Tamargo-Sanchez) (۳۰ سپتامبر ۱۹۱۵هاوانا کوبا -۲ اکتبر ۲۰۰۵ میامی (فلوریدا))
داروساز و باکتری‌شناسی برجسته اهل کوبا بود. او دختر دومینگو تامارگو باتیستا و گلوریا سانچز-دل مونته بود. وی هرگز ازدواج نکرد ولی سه خواهر و برادر به نام‌های آنا گلوریا، دومینگو آلبرتو و آلبرتو داشت. او مدرک دکترا در داروسازی را با گذراندن تحصیلات در دانشگاه هاوانا اخذ کرد. او توانست بورسیه برای مطالعات تخصصی بیشتر در باکتری‌شناسی را در کنار الکساندر فلمینگ کاشف پنی‌سیلین بگیرد و او نخستین زن کوبایی بود که توانست چنین بورسیه‌ای بگیرد.